# Lindsay Davenport
Lindsay Ann Davenport (Palos Verdes, Kalifornija, Sjedinjene Države, 8. lipnja 1976.) umirovljena je američka tenisačica, bivši broj 1. na WTA ljestvici. Osvojila je u pojedinačnoj konkurenciji tri Grand Slam turnira i zlatnu medalju na Olimpijskim igrama. 2005., časopis TENNIS Magazine proglasio ju je 29. najboljom tenisačicom u proteklih 40 godina. Jedna je od samo četiri žene (ostale su Steffi Graf, Martina Navratilova i Chris Evert) koje su od 1975. bile svjetski broj 1 na kraju godine najmanje četiri puta. Davenport je bila prva u sezonama 1998., 2001., 2004., i 2005. 

## Životopis
Lindsay Davenport je kćer Winka Davenporta, člana američke odbojkaške reprezentacije na Olimpijskim igrama 1968. u Mexico Cityju, i Ann Davenport. Pohađala je škole Chadwick School u na poluotoku Palos Verdes u Kaliforniji i Murrieta Valley High School u Murrieti, također u Kaliforniji. Prve teniske mečeve igra 1991., dok profesionalna tenisačica postaje 1993. kada osvaja prvi naslov u Luzernu. Prvi Grand slam osvaja 1998. na US Openu u New Yorku.

## Privatni život
Godine 2003. udala se za investicijskog bankara i bivšeg tenisača Jona Leachs, brata tenisača Ricka Leacha. Od kraja 2006. i većinu 2007. nije bila aktivna radi trudnoće i poroda. 2007. rodila je sina Jaggera Jonathana, u Newport Beachu, dok je 2009. rodila kćer Lauren Andrus.

## Stil igre i oprema
Na početku svoje profesionalne karijere, Davenport je imala problema s kretanjem i brzinom na terenu zbog svoje visine i težine, te je pomoću specijalnog programa 1995. izgubila preko petnaest kilograma. Izjavila je da je tijekom tog perioda i „mentalno ojačala“. Za vrijeme
najuspješnijeg perioda u njenoj karijeri, Davenport je bila hvaljena radi svog jakog servisa i dvoručnog backhanda.  Također, izvrsno se snalazi i u igri na mreži. Koristi reket Vilson, model [K] Tour i opremu marke Nike.

## Galerija
- US Open 2006.
- Australian open 2005.
- Wimbledon 2004.

## Vanjske poveznice
- Lindsay Davenport   Arhivirana inačica izvorne stranice od 9. lipnja 2009. (Wayback Machine) – profil na WTA službenom sajtu
- Lindsay Davenport   Arhivirana inačica izvorne stranice od 10. veljače 2009. (Wayback Machine) – Fed Cup
- Lindsay Davenport   Arhivirana inačica izvorne stranice od 11. svibnja 2021. (Wayback Machine) – Međunarodna teniska federacija (ITF)